# モリーナセカ
モリーナセカ （Molinaseca）は、スペイン、カスティーリャ・イ・レオン州、レオン県の自治体で、エル・ビエルソ（El Bierzo）地域にある。2011年の人口は854人。

## 地理

### 人口
| モリーナセカの人口推移 1900－2010                       |
|                                                         |
| 出典:INE（スペイン国立統計局）1900年 - 1991年、1996年 - |

### 小地区
モリーナセカは7の小地区（Pedanía）に分けられる。
- エル・アセーボ
- カストリージョ・デル・モンテ
- フォルゴーソ・デル・モンテ（今日廃村）
- モリーナセカ
- オナーミオ
- パラダソラーナ
- リエゴ・デ・アンブロス

## 政治
自治体首長はカスティーリャ・イ・レオン国民党（Partido Popular de Castilla y León、PPCyL）のアルフォンソ・アリアス・バルボーア（Alfonso Arias Balboa）で、自治体評議員はカスティーリャ・イ・レオン国民党：6、MASS：1、カスティーリャ・イ・レオン社会党（Partido Socialista de Castilla y León、PSCyL）：1となっている（2011年5月22日の自治体選挙結果、得票順）。
| 1999年6月13日自治体選挙 |        |        |          |
| 政党                    | 得票数 | 得票率 | 獲得議席 |
| PP                      | 371    | 64.86% | 5        |
| PSOE                    | 191    | 33.39% | 2        |
| PB                      | 2      | 0.35%  | 0        |

| 2003年5月25日自治体選挙 |        |        |          |
| 政党                    | 得票数 | 得票率 | 獲得議席 |
| PP                      | 352    | 63.65% | 5        |
| PSOE                    | 169    | 30.56% | 2        |
| PB                      | 26     | 4.70%  | 0        |

| 2007年5月27日自治体選挙 |        |        |          |
| 政党                    | 得票数 | 得票率 | 獲得議席 |
| PP                      | 365    | 62.61% | 5        |
| PSOE                    | 113    | 19.38% | 1        |
| MASUPL                  | 99     | 16.98% | 1        |

| 2011年5月22日自治体選挙 |        |        |          |
| 政党                    | 得票数 | 得票率 | 獲得議席 |
| PP                      | 390    | 64.46% | 5        |
| MASS                    | 96     | 15.87% | 1        |
| PSOE                    | 68     | 11.24% | 1        |
| IU-CYL                  | 42     | 6.94%  | 0        |

### 司法行政
モリーナセカはポンフェラーダ司法管轄区に属す。

## 祝祭日
- フィエスタ・デ・ラス・アングスティアス（8月15日）
- フィエスタ・デ・サン・ローケ（8月16日）
- フィエスタ・デル・アグア（8月17日）
- フィエスタ・デ・マゴスト（栗祭り、11月1日）

参照：自治体サイト